# Serdang Menang
Serdang Menang is een bestuurslaag in het regentschap Ogan Komering Ilir van de provincie Zuid-Sumatra, Indonesië. Serdang Menang telt 2114 inwoners (volkstelling 2010).